# Béarn
Béarn (okcitánsky Bearn [beˈar] nebo Biarn ['bjar]) je francouzská historická provincie, ležící na jihozápadě Francie, pod Pyrenejemi. Béarn spolu s baskickými provinciemi Soule, Dolní Navarra a Lapurdie a malou částí Gaskoňska tvoří současný departement Pyrénées-Atlantiques. Oblast má kolem 350 000 obyvatel a jejím centrem je město Pau.

## Název
Jméno oblasti Béarn bylo odvozeno od jejího prvního střediska Beneharnum (dnes Lescar).